# Exostoma
Exostoma  es un género de peces de la familia Sisoridae en el orden de los Siluriformes.

## Especies
Las especies de este género son:
- Exostoma barakensis
- Exostoma berdmorei
- Exostoma effrenum
- Exostoma labiatum
- Exostoma peregrinator
- Exostoma stuarti
- Exostoma tenuicaudata
- Exostoma vinciguerrae